# Retrokognition
Retrokognition, wörtlich „nach der Erkenntnis“, auch als Postkognition bekannt, bezeichnet eine Form des angeblichen „Zurücksehens“ oder der „Nachhersage“ eines Ereignisses oder Sachverhaltes aus der Vergangenheit, ohne dass hierfür rationales Wissen zum Zeitpunkt des Zurücksehens zur Verfügung gestanden hätte. Das Gegenstück hierzu bildet die Präkognition.
Der Begriff wurde von Frederic W. H. Myers geprägt, der Retrokognition als Wissen von einem vergangenen Ereignis verstand, das mit normalen Mitteln nicht hätte erlernt oder darauf geschlossen werden können, welches also nicht aus Schlussfolgerungen oder Erinnerungen resultiert.
Retrokognition gilt als nicht oder nur schwer überprüfbares Phänomen, da, um zu überprüfen, dass eine bestimmte retrokognitive Erfahrung tatsächlich aufgetreten ist, vorhandene Dokumente und menschliches Wissen über die Existenz dieses Ereignisses überprüft werden müssen, von denen nicht mit Sicherheit ausgeschlossen werden kann, dass die betreffende Person von diesen Dokumenten zuvor keine Kenntnis erlangt hatte, rationales Wissen zum Zeitpunkt des Zurücksehens wirklich ausgeschlossen werden kann. Die dabei auftretenden kognitiven Verzerrungen werden in der Kognitionspsychologie als Rückschaufehler beschrieben.